# King Gordy
Waverly W. Alford III (18 de agosto de 1977), más conocido por su nombre artístico King Gordy, es un rapero estadounidense.

## Discografía

### Álbumes
- 2003: The Entity
- 2006: King Of Horrorcore
- 2007: Van Dyke And Harper Music
- 2007: Cobain's Diary
- 2008: The Great American Weed Smoker
- 2009: King Of Horrorcore II

### Con "Fat Killahz"
- 2005: Guess Who's Coming To Dinner?

### Apariciones como artista invitado
- 2002: Life (Promatic)
- 2004: Access Denied (Project Deadman) con Tech N9ne
- 2004: No Rest For The Wicked (Project Deadman)
- 2005: Ghetto Music (Bizarre) con Swifty McVay y Stic Man
- 2005: No T. Lose (Proof)
- 2005: Cobain The Dead Intro (Devil's Nite 2005)
- 2006: Six Deaths (Fury) featuring Mattrix
- 2006: Antidote Medicine (Esham) con Lavel
- 2007: Don't Hate (D12)
- 2007: Put Your Hands Up For Detroit (Fedde Le Grand) con Bizarre
- 2007: Rock Out (Bizarre)
- 2007: Knock Em Out (Bizarre) con Tech N9ne
- 2007: Animal (Bizarre) con Razaaq
- 2007: Cakin (Bizarre) con Dub, Gam, y Scarchild
- 2007: Fat Boy (Bizarre)
- 2007: Monster (Jehovah Jihad)
- 2008: I Am Gone (D12)
- 2008: This Situation (D12)
- 2008: Cheating In The Bedroom (D12)
- 2008: Win Or Lose (Swifty McVay)
- 2008: You're Not Gangsta (D12)
- 2008: Mrs. Pitts (D12)
- 2008: Psycho, Psycho, Psycho (Prozak) con Bizarre
- 2008: Tyler Durden (en el Tunnel Runners álbum lanzado en Hatchet House.)
- 2008: Dangerous (en el mixtape de DJ Clay Let 'Em Bleed: The Mixxtape, Vol. 2) con The R.O.C.
- 2008: Mirror Mirror (Krizz Kaliko), originalmente lanzado en la versión clean de Vitiligo, después lanzada la versión explícita en Strange Noize Tour '08, tour exclusivo del álbum.
- 2008: Mr. Christian Man (Kapital Punishment)
- 2008: Let It Rain (en "Poetry of Worms" Lanzado en Head Hurtz Recordz)
- 2009: The Only Ones featuring Prozak (en el mixtape de Mike E. Clark Psychopathic Murder Mix Volume 1 lanzado en Psychopathic Records)
- 2009: The Ultimate Villain (Hades)
- 2009: Horns (Tech N9ne) con Prozak